# 布羅什泰尼鄉 (弗朗恰縣)
45°45′N 27°02′E / 45.750°N 27.033°E
布羅什泰尼鄉（羅馬尼亞語：Comuna Broșteni, Vrancea），是羅馬尼亞的鄉份，位於該國東部，由弗朗恰縣負責管轄，面積37平方公里，海拔高度181米，2002年人口2,259，人口密度每平方公里61人。